# Derribo del Ilyushin Il-76 de la Fuerza Aérea Ucraniana
El 14 de junio de 2014, un Ilyushin Il-76MD de la Fuerza Aérea de Ucrania fue derribado por las autoproclamadas fuerzas de la República Popular de Lugansk durante la operación del ejército de Ucrania contra los territorios sublevados en los oblasts de Lugansk y Donetsk. El avión estaba en aproximación para el aterrizaje en el aeropuerto internacional de Lugansk, y transportaba tropas y equipos desde una ubicación desconocida. Las 49 personas que se encontraban a bordo murieron.

## Contexto
La guerra del Dombás, alternativamente, guerra del Donbás fue un conflicto armado que se desarrolló en Ucrania oriental del 6 de abril de 2014 al 24 de febrero de 2022, entre el gobierno de Ucrania y las fuerzas separatistas prorrusas del Dombás. Como parte de la guerra ruso-ucraniana, este conflicto ha pasado por diferentes etapas, la más reciente de las cuales evoluciona en el contexto de la ofensiva de Ucrania oriental dentro de la invasión rusa de Ucrania con la guerra de Dombás subsumida en ella.
El origen directo del conflicto se remonta al inicio de las protestas del Euromaidán en noviembre de 2013, cuando miles de manifestantes salieron a protestar a la plaza de la Independencia de Kiev, debido a la polarización en torno a la negativa del gobierno nacional a firmar el Acuerdo de Asociación entre Ucrania y la Unión Europea. En febrero de 2014, fue destituido el presidente Víktor Yanukóvich, pero en el este del país, región fronteriza con Rusia, numerosos manifestantes tomaron sedes de gobiernos proclamando de facto la independencia de diferentes localidades, lo que causó fuertes enfrentamientos armados entre europeístas, prorrusos y separatistas.
El Protocolo de Minsk fue un acuerdo para poner fin a la guerra en el este de Ucrania, firmado por representantes de Ucrania, la Federación Rusa, la República Popular de Donetsk y la República Popular de Lugansk el 5 de septiembre de 2014, bajo los auspicios de la Organización para la Seguridad y la Cooperación en Europa (OSCE). Sin embargo, el acuerdo no fue respetado por las distintas partes y no logró su objetivo de cesar todos los combates en el este de Ucrania.

## Aeronave
La aeronave era un Ilyushin Il-76MD de la Fuerza Aérea de Ucrania, de registro 76777, número de serie 0083482490. Había volado por primera vez en 1988.

## Derribo
El avión transportaba equipo militar y 40 soldados, así como una tripulación de 9 personas. Se acercaba a tierra en el Aeropuerto Internacional de Lugansk, cuando fue derribado por fuego pesado antiaéreo. De acuerdo con el Ministerio de Defensa ucraniano, una ametralladora pesada había sido utilizada para disparar contra la aeronave. De acuerdo con la Oficina del Fiscal de Ucrania, el avión fue derribado por un misil superficie-aire. Posteriormente, se estrelló a las 00:51 (hora local) (21:51 del 13 de junio, UTC), matando a las 49 personas a bordo. El Ministerio de Defensa de Ucrania culpó a los «terroristas» por la pérdida de la aeronave y de las tropas. La aeronave fue reportada de haber estado llevando a 40 paracaidistas de la 25.ª Brigada Aerotransportada de Dnipropetrovsk además de su tripulación.
Un analista militar con sede en Kiev informó de que se habían encontrado dos tubos de lanzamiento para misiles Igla vacíos cerca del aeropuerto de Lugansk. Vladimir Inogorodsky, el portavoz de la República Popular de Donetsk, confirmó que se habían utilizado misiles Igla . Separatistas habían dicho una semana antes del derribo decualquier aeronave, ya que no iban a permitir que ningún vuelo más se realice en el aeropuerto.
El incidente fue la peor derrota sufrida por el ejército ucraniano en un solo evento desde el comienzo del conflicto prorruso en febrero de 2014. También fue el cuarto más mortal que implica el Il-76 y la décima catástrofe aérea más mortífera en Ucrania.